# Peter Segal
Peter Segal (1962) es un director, productor, guionista y actor estadounidense. Ha tenido éxito principalmente en el género de la comedia.

## Filmografía como director
- The Naked Gun 33⅓: The Final Insult (1994)
- Tommy Boy (1995)
- My Fellow Americans (1996)
- El profesor chiflado II: La familia Klump (2000)
- Anger Management (2003)
- 50 primeras citas (2004)
- The Longest Yard (2005)
- Superagente 86 (2008)
- Neighborhood Watch (2010)[1]
- Grudge Match (2013)
- Jefa por accidente (2018)
- My Spy (2019)[2]